# Antydesma wawrzynolistna
Antydesma wawrzynolistna (Antidesma bunius L.) – gatunek drzewa owocowego z rodziny liściokwiatowatych (Phyllanthaceae). Występuje w tropikalnych obszarach Azji, w Chinach i w Australii.

## Morfologia

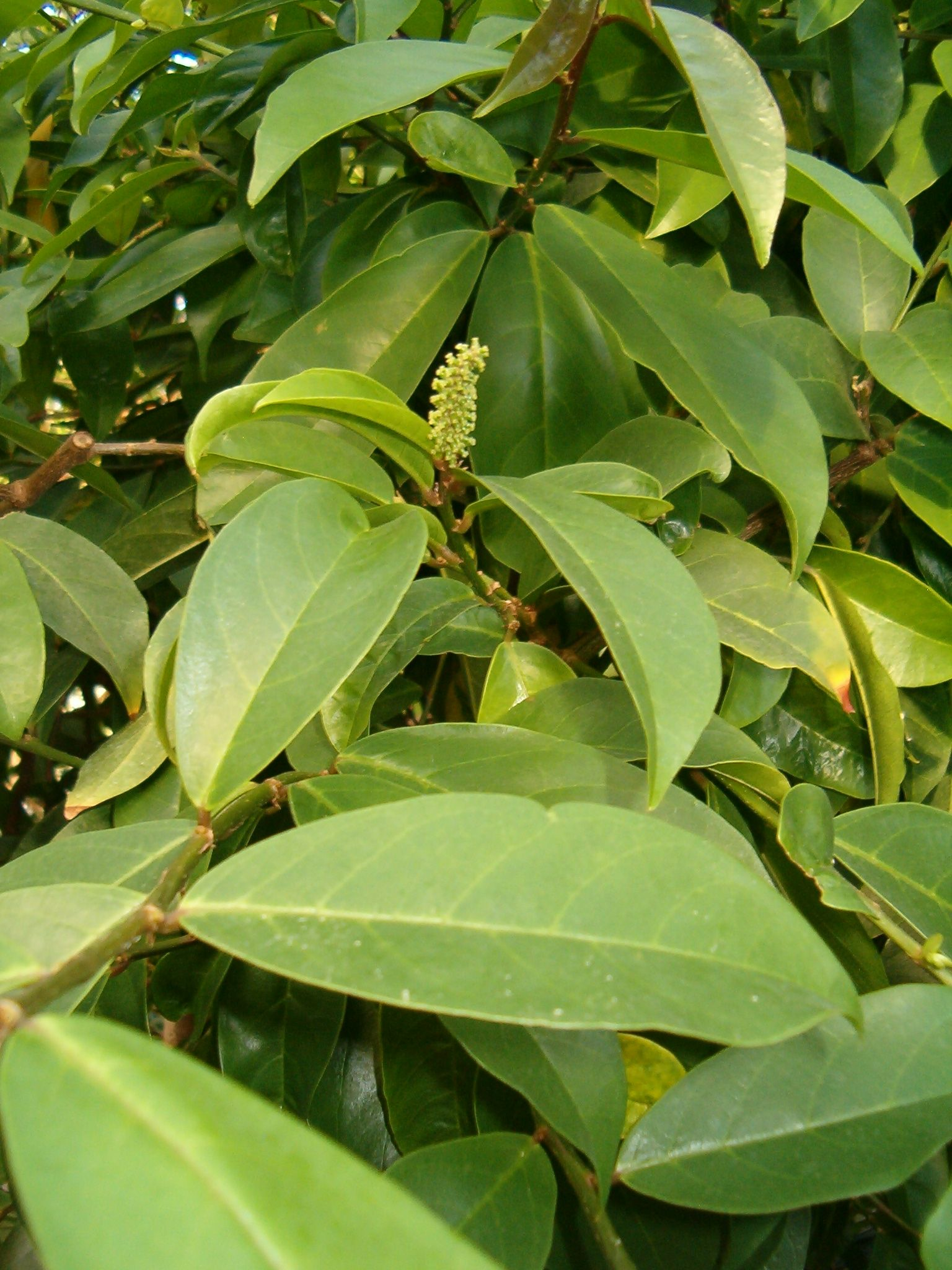

PokrójDrzewo (niekiedy krzew) o wysokości 10–30 m i szarej korze.
LiściePodłużnie jajowate długości dochodzącej do 20–25 cm i szerokości do 7 cm.
KwiatyRozdzielnopłciowe, drobne, zebrane w szczytowe kwiatostany. Posiadają silny, trochę nieprzyjemny zapach. Kwiat męski w wiechowatym kwiatostanie, kwiat żeński – na szypułce w wielokwiatowych gronach.
OwoceKuliste lub nieco owalne, początkowo białe, później czerwone, błękitnofioletowe i w końcu czarne. Pestkowce do 1 cm średnicy, wiszące pojedynczo lub w pęczkach. Na poszczególnych wiązkach owoce dojrzewają nierównomiernie, przez co posiadają gamę kolorów.

## Zastosowanie
Owoce o smaku dość kwaskowatym są jadalne w stanie surowym lub przetwarzane na przetwory (dżemy, galaretki). Niekiedy używane do wyrobu likierów. Włókna łykowe używane są do wyrobu lin.